# 葛勝仲
葛勝仲（1072年—1144年），字魯卿，常州江陰（今屬江蘇）人。
葛書思之子。熙寧五年（1072年）生。幼時聰慧，日誦數千言，九歲能文。十九歲隨父宦居楚州漣水（今屬江蘇）縣。在漣水，同父親的上司張磐之女張濩成婚，生子葛立方。紹聖四年（1097年），進士及第，授官杭州司理參軍。宋徽宗建中靖國元年（1101年），爲兗州教授。崇寧二年（1103年），入京為太學正。政和四年（1114年），擢拔為國子司業，六年，任國子祭酒，以言事落職提舉江州太平觀。宣和元年（1119年），知汝州（今河南臨汝），因反對宦官李彥括田，徙官湖州（今屬浙江），當地草盜縱横，勝仲修城郭，閱士卒，賊人知難而去。宣和六年，移官鄧州（今河南鄧縣），因拒絕朱勔索取白雀等飛禽，再度落職，以通奉大夫提舉江州太平興國宮。靖康元年，居江阴故里。二年，寓居平江。宋高宗建炎四年（1130年），再知湖州，與卞山葉夢得常以词唱和。紹興元年（1131年），罷歸，晚年寓居丹陽。紹興十四年（1144年），卒，諡文康。次年九月，其子葛立方扶柩歸葬江陰花山。其婿章倧撰行狀。有《丹陽集》八十卷，已佚。清四庫館臣據《永樂大典》輯出二十四卷。

## 延伸阅读
[在维基数据编辑]
 《宋史/卷445》，出自脱脱《宋史》